# Команда Александра Друзя
Команда Александра Друзя́ (также в разные периоды «Астробанк», «Банко», «Соки Троя», «Транссфера», «Троярд») — петербургская команда игроков в спортивную версию телевизионной игры «Что? Где? Когда?» (ЧГК). Первый чемпион мира по спортивной версии ЧГК (2002).

## История и достижения
Команда Александра Друзя — одна из старейших и наиболее титулованных среди играющих в настоящее время. Создана на основе знаменитой по телевизионному «Что? Где? Когда?» команды Алексея Блинова; в команде играли такие звёзды телепередачи, как Фёдор Двинятин, Александр Рубин, Инна Друзь, Михаил Дюба и капитан команды — первый магистр игры «Что? Где? Когда?» Александр Друзь.
В сезоне 1996—97 команда стала чемпионом СНГ по «Что? Где? Когда?», на следующий год выиграла Телефонный турнир МАК, в который был преобразован чемпионат СНГ.
В 2002 году команда под названием «Троярд» стала первым в истории победителем чемпионата мира по ЧГК, который проходил в городе Баку. В отборочном туре коллектив верно ответил на 45 вопросов, разделив 2—3-е место с командой «Genius» (ныне выступает под названием «Афина», капитан — М. О. Поташев) и отстав на 3 очка от команды Губанова. Однако в финальной части турнира команда Александра Друзя показала отличный результат, набрав 26 очков из 30 возможных, что стало лучшим показателем среди шести финалистов. По случаю этой победы губернатор Санкт-Петербурга В. А. Яковлев направил Александру Друзю поздравление: «Уверенное выступление вашей и других питерских команд на этом представительном форуме еще раз подтвердило, что Петербург остается крупнейшим интеллектуальным центром не только России, но и всего мира».
В чемпионском составе команда была приглашена в элитарный клуб «Что? Где? Когда?» на осеннюю серию игр 2002 года, но уступила титул абсолютных чемпионов команде телезрителей, проиграв со счётом 3:6.
Победитель Кубка мира по «Что? Где? Когда?» сезона 2003—2004 годов.
Неоднократный призёр крупнейших международных синхронных турниров по ЧГК — Открытого Кубка России (1999—2001) и Кубка городов (1999). Особенно успешно играла в турнирах в родном Санкт-Петербурге, где девять раз  становилась победителем турнира на Кубок губернатора Санкт-Петербурга (в том числе в 2005 году); выигрывала также второй престижный петербургский турнир — «Белые ночи».
В последние годы команда выступает менее удачно, её состав постоянно меняется. Результатом стала потеря позиций в рейтинге МАК, и в последнее время команда опустилась в нижнюю половину первой сотни команд в рейтинге.